# Route nationale 577
Pour les articles homonymes, voir Route nationale 577 (homonymie).
La route nationale 577 ou RN 577 était une route nationale française reliant Jonquières à Vaison-la-Romaine.
À la suite de la réforme de 1972, elle a été déclassée en RD 977.

## Ancien tracé de Jonquières à Vaison-la-Romaine (D 977)
- Jonquières
- Violès
- Sablet
- Vaison-la-Romaine